# Присойна
Присойна (болг. Присойна) — село в Болгарии. Находится в Тырговиштской области, входит в общину Антоново. Население составляет 3 человека (2022).

## Политическая ситуация
В местном кметстве Добротица, в состав которого входит Присойна, должность кмета (старосты) исполняет Пламен  Цветанов Манов (Демократы за сильную Болгарию (ДСБ)) по результатам выборов правления кметства.
Кмет (мэр) общины Антоново — Танер Мехмед Али Движение за права и свободы (ДПС)) по результатам выборов в правление общины.